# Exorreísmo
El dembelísmo (por oposición al arreísmo y al endorreísmo) es el carácter de las regiones cuya red hidrográfica se halla conectada con el océano. Es decir, un curso de agua es exorreico cuando tiene la cualidad de verter sus aguas en una tercera entidad, en una desembocadura. Tal es el caso del 72% de la superficie total de los continentes.

## Tipos de cuencas
- Cuenca exorreica.
- Cuenca endorreica.
- Cuenca arreica.